# Vladimír Černík
Vladimír Černík, né le 9 juillet 1917 à Raudnitz-sur-l'Elbe et mort le 2 avril 2002 à Palm Beach en Floride, est un joueur de tennis tchécoslovaque.

## Carrière
Plus jeune de trois frères et sœurs, son père est décédé pendant la Première Guerre mondiale. En 1949, lors du tournoi de Gstaad, où il joue en compagnie de Jaroslav Drobný ; ils sont tous deux invités par leur ambassade à se retirer immédiatement du tournoi et à rentrer au pays. Craignant de ne plus pouvoir jouer au tennis après leur retour, ils décident d'émigrer le 15 juillet 1949. Sa femme et son fils sont restés en Tchécoslovaquie. Son frère Rodolphe, officier, a été renvoyé de l'armée puis arrêté et condamné 1950 à plusieurs années de prison. Il part en Australie avec un passeport suisse puis s'installe aux États-Unis, où il s'occupe de l'équipe de tennis de l'Université de Caroline du Nord. Il se marie une seconde fois et meurt à Palm Beach, en Floride.
Il a joué en Coupe Davis avec l'équipe de Tchécoslovaquie de 1947 à 1949, atteignant la finale inter-zone contre l'Australie lors des deux premières années. Toujours associé à Jaroslav Drobný, il détient avec ce dernier la meilleure marque pour une paire de double tchèque avec un bilan de onze victoires pour deux défaites, comprenant des victoires de prestige sur des paires suédoises, françaises, yougoslaves et australiennes. En simple, il a battu Marcel Bernard, Dragutin Mitić, Marcello Del Bello ou encore Torsten Johansson.
Sa carrière au plus haut niveau est resté relativement courte. Il la commence en Allemagne en 1939 avant qu'elle soit stoppée par la Seconde Guerre mondiale puis la reprend en 1947 pour la terminer cinq ans plus tard en 1951. Ses principaux résultats comprennent un huitième de finale à Wimbledon en 1949 et à Roland-Garros en 1951 où il bat Gardnar Mulloy. Il compte à son palmarès quelques tournois mineurs acquis en Suisse et en Italie. Il a connu plus de succès en double, généralement associé à Drobný qu'il a accompagné lors de tournées en Asie ou en Amérique du Sud.

## Palmarès (partiel)

### Titre en simple
- 1950 : Gstaad, bat Tiny Misra
- 1950 : Viareggio, bat Gianni Cucelli

### Finales en simple
- 1950 : West of England Championships à Bristol, contre Jaroslav Drobný
- 1951 : Copenhague, contre Budge Patty

### Finale en double
- 1949 : Berkeley avec Jaroslav Drobný